# 半邊蓮亞科
半邊蓮亞科（學名：Lobelioideae）也叫山梗菜亞科，约20属375余种，主要分布在热带和暖温带。中国有3属24种，生长在长江以南地区。
本科植物多为草本、灌木，也有一些乔木品种，植株常含乳汁；单叶互生，少对生或轮生，无托叶；花两性，单生，两侧对称，花瓣5，合瓣，雄蕊着生在花筒上。
1981年的克朗奎斯特分类法将其中各属纳入桔梗科，1998年根据基因亲缘关系分类的APG 分类法将其单独分出一科，但认为可以和桔梗科选择性地合并。

## 下级分类
本亚科包括以下属：
- 半边莲属 Lobelia L., 1753
- 堇蝶莲属 Monopsis Salisb., 1817
- 大西洋半边莲属 Trimeris C. Presl, 1836
- 铜锤玉带属 Pratia Gaudich., 1825
- 覆石花属 Hypsela C. Presl, 1836
- 同瓣草属 Isotoma (R. Br.) Lindl., 1826